# Volmari Iso-Hollo
Volmari Fritijof Iso-Hollo (ur. 5 stycznia 1907 w Ylöjärvi, zm. 23 czerwca 1969 w Heinola) – fiński lekkoatleta długodystansowiec, dwukrotny mistrz olimpijski.

## Życiorys
W młodości uprawiał narciarstwo, gimnastykę i boks. Zajął się bieganiem podczas służby wojskowej. Startował na dystansach od 400 metrów do biegu maratońskiego.
Na igrzyskach olimpijskich w 1932 w Los Angeles został mistrzem w biegu 3000 metrów z przeszkodami. Bieg został rozegrany w rzeczywistości na dłuższym dystansie, ponieważ sędzia mierzący liczbę okrążeń pomylił się i nie zasygnalizował dzwonkiem ostatniego okrążenia. Zawodnicy przebiegli więc o 1 okrążenie więcej (w sumie 3460 m). Iso-Hollo stracił w ten sposób szansę ustanowienia rekordu świata. Na tych samych igrzyskach został srebrnym medalistą w biegu na 10 000 metrów za Jaunszem Kusocińskim.
Iso-Hollo ustanowił rekord świata na 3000 metrów z przeszkodami w 1933 w Lahti wynikiem 9:09,4. Obronił tytuł mistrzowski na tym dystansie podczas igrzysk olimpijskich w 1936 w Berlinie poprawiając rekord świata na 9:03,8. Został na tych igrzyskach także brązowym medalistą w biegu na 10 000 metrów.
W 1936 roku wziął udział w zawodach lekkoatletycznych jakie odbyły się 10 i 11 października na Stadionie Wojska Polskiego w Warszawie. W biegu na 5000 metrów został pokonany przez polskiego biegacza długodystansowego Józefa Noji, który wyprzedził go z czasem 14:58. Volmari Iso-Hollo osiągnął w tym biegu czas 15:00,2.
W późniejszych latach chorował na reumatyzm, ale startował do 1945.